# Dicranota pallida
Dicranota pallida är en tvåvingeart som beskrevs av Alexander 1914. Dicranota pallida ingår i släktet Dicranota och familjen hårögonharkrankar. Inga underarter finns listade i Catalogue of Life.